# 龙墩站
龙墩站位于中华人民共和国江苏省苏州市苏州工业园区金鸡湖街道东沈浒路与琉璃街交叉口地下，是苏州地铁5号线的地铁车站。2021年6月29日开通。

## 车站结构
本站为地下岛式车站。

### 车站楼层
| 地面              | 出入口    | |
| 地下一层          | 站厅      | 售票机、客服中心、商店、警务室、安检设施                                                                  |
| 地下二层          | 5号线站台 | \| \| \| 5号线往太湖香山（星塘街） \| \| 島式 · 開左邊车门 \| \| \| \| \| \| 5号线往阳澄湖南（东沙湖） \| |
| 地下二层          |           | 5号线往太湖香山（星塘街）                                                                                 |
| 島式 · 開左邊车门 |           | |
|                   |           | 5号线往阳澄湖南（东沙湖）                                                                                 |